# Jeff Bright
Jeffrey „Jeff“ Bright (* 7. Mai 1985) ist ein australischer Fußballspieler. Der zumeist auf der linken Außenbahn eingesetzte Bright verbrachte den Großteil seiner Laufbahn in der Western Australia Premier League und kam 2008 zu zwei Einsätzen für Perth Glory in der A-League.

## Karriere
Bright stammt aus East Gippsland, zog allerdings im Jugendalter nach Western Australia und schloss sich dort 1999 dem Cockburn City SC an. Als einer der herausragenden Spieler seines Jahrgangs in Western Australia gehörte er ab der Altersklasse U-15 regelmäßig zum Aufgebot von Staatsauswahlen; 2001 nahm er mit der westaustralischen U-16-Auswahl am Lion City Cup in Singapur teil. Nachdem er Western Australia auch bei den National Talent Identification Championships repräsentiert hatte, nahm er im November 2001 auf Einladung des englischen Klubs Leicester City gemeinsam mit seinen beiden Landsleuten James Wesolowski und Adam van Dommele an einem zweiwöchigen Probetraining teil.
2002 rückte er im Alter von 16 Jahren in die 1. Mannschaft von Cockburn City auf und trat mit dem Klub in der Western Australia Premier League, der höchsten Spielklasse des Bundesstaates, an. Seine dortigen Leistungen bescherten ihm Mitte 2002 auf Empfehlung von Scout David Mitchell ein Probetraining beim niederländischen Spitzenklub Feyenoord Rotterdam. Auch Nominierungen für Auswahlmannschaften hielten für das auf der linken Seite offensiv wie defensiv einsetzbare Talent an. Im August 2002 nahm er mit der Schülerauswahl am Landesturnier teil, verpasste als auf Abruf nominierter Spieler aber die Großbritannien-Tournee der Schülernationalmannschaft. 2003 etablierte er sich endgültig als Stammspieler und Leistungsträger bei Cockburn und wurde im Oktober 2003 als einziger Spieler des Klubs in die Staatsauswahl für Spiele gegen Perth Glory und das irakische Nationalteam berufen.
Zur Saison 2004 wechselte Bright innerhalb der Liga zu Fremantle City und erreichte mit dem Klub das Verbandspokalfinale 2004, das trotz eines Treffers von Bright mit 1:2 gegen Swan IC verloren ging. 2004 gehörte er auch zur U-19-Auswahl des Bundesstaates Western Australia, dortige Mitspieler waren unter anderem Andrija Jukic, David Micevski, Nick Ward und Nikita Rukavytsya, die allesamt ihre Profikarriere bei Perth Glory starteten. Nach nur einem Jahr bei Fremantle zog es Bright zum Perth SC, mit dem er 2005 die Staatsmeisterschaft und durch einen 2:1-Erfolg gegen Inglewood United auch den Pokalwettbewerb gewann. Belohnung für eine starke Saisonleistung war eine erneute Berufung in die Staatsauswahl, mit der er eine Tournee nach Malaysia absolvierte. Nach einem weiteren Jahr bei Perth ließ er sich zur Saison 2007 aus beruflichen Gründen in das 70 Kilometer südlich von Perth gelegene Mandurah an Mandurah City FC in die zweite Spielklasse verleihen. Mit der Mannschaft schloss er die Saison auf dem ersten Platz ab und verhalf dem Klub dadurch zum erstmaligen Aufstieg in die Premier League.
Bright spielte auch in der Folge für Mandurah und platzierte sich mit dem Verein, der mit dem Saisonziel Klassenerhalt in die Liga gestartet war, in der oberen Tabellenhälfte. Erneut gehörte er in diesem Jahr auch zum Auswahlteam von Western Australia und stand im Juni 2008 beim historischen 3:2-Sieg gegen Perth Glory auf dem Platz, dem ersten Sieg für das Auswahlteam in dem seit 1998 alljährlich ausgetragenen Freundschaftsspiel. Nur wenige Monate später wurde er von David Mitchell nach dem verletzungsbedingten Ausfall von Hayden Foxe zum A-League-Klub Perth Glory geholt. Um den Kurzzeitvertrag beim Profiklub wahrnehmen zu können, kündigte er seinen Job. Bright kam während seines etwa sechswöchigen Aufenthalts zu zwei Einsätzen, die beiden Partien gegen Queensland Roar (0:3) und Melbourne Victory (0:4) gingen allerdings deutlich verloren.
Sein Ziel, 2009 den Sprung in den Profibereich zu schaffen, wurde durch eine schwere Knieverletzung in der Saisonvorbereitung Anfang 2009 durchkreuzt. Nach seiner Genesung Mitte des Jahres tat er sich schwer bei Mandurah wieder in die Startelf zu kommen und überwarf sich im Juni 2009 schließlich mit dem Trainer. Er verließ den Klub daraufhin und wechselte innerhalb der Liga zum abstiegsgefährdeten Klub Armadale SC, mit dem er den Klassenerhalt schaffte. Weiterhin mit der Absicht den Sprung in die professionelle A-League zu schaffen, entschied sich Bright zur Saison 2010 zu einem Wechsel in die sportlich höher eingeschätzte Victorian Premier League zu Dandenong Thunder. Der Versuch über Dandenong einen Profivertrag zu ergattern scheiterte und Bright kehrte aus persönlichen Gründen im Juli 2010 wieder nach Perth zurück und schloss sich dort erneut Mandurah City an. Etwa ein Jahr später verließ er aus beruflichen und privaten Gründen zeitweise Mandurah und schloss sich dem unterklassigen Klub Rockingham City an. Ab der Spielzeit 2012 war er wieder für Mandurah aktiv, am Ende der Saison belegte er bei der Wahl zum Spieler der Saison den zweiten Rang. Nach mehreren Verletzungsmeldungen in der ersten Jahreshälfte 2013, trat er fußballerisch erst wieder 2015 für Mandurah City in Erscheinung.